# Nachal Ja'ala
Nachal Ja'ala (hebrejsky: נחל יעלה) je vádí v Judských horách v Izraeli.
Začíná v nadmořské výšce okolo 500 metrů západně od hory Har Ja'ala. Směřuje pak k západu prudce se zahlubujícím údolím se zalesněnými svahy, přičemž prochází areálem povrchové těžby kamene. Míjí pak ze severu vesnici Machseja a zprava ústí do vádí Nachal Zanoach.